# Плебанка (Люблінське воєводство)
Плебанка (пол. Plebanka) — селище (осада) у Польщі, в Люблінському воєводстві Томашовського повіту, ґміни Ярчів.
У 1943-1944 р. польська колонія Плебанка стала гніздом для банди АК, яку 13.04.1944 вибили відділ УПА «Галайда» ВО-2 «Буг» і районова боївка.